# Peziza palustris
Peziza palustris är en svampart som beskrevs av Saut. 1866. Peziza palustris ingår i släktet Peziza och familjen Pezizaceae.   Inga underarter finns listade i Catalogue of Life.